# Serie B 2021-2022 (hockey su pista)
La Serie B 2021-2022 è il torneo di terzo livello del campionato italiano di hockey su pista per la stagione 2021-2022. La competizione è iniziata il 15 gennaio e si è conclusa il 15 maggio 2022.
A vincere il torneo sono state le seconde squadre del Roller Bassano e del Follonica. A essere promosse in Serie A2 sono state invece il Follonica, primo classificato nella finale centro-sud, e la seconda squadra del Montecchio P., seconda classificata nella finale nord, in quanto la prima squadra del Roller Bassano è militante nel campionato di serie A2 .

## Stagione

### Formula
Le 39 squadre partecipanti sono state divise in sei gironi territoriali (due gironi da 8 club, 1 girone da 7, due gironi da 6 e uno da quattro) che si sono svolti con la formula del girone all'italiana con gare di andata e ritorno. Al termine le prime classificate dei gironi A, B, C e D si sono qualificate per le finali gruppo nord mentre le prime quattro del girone E per le finali del girone centro sud; il girone F non ha espresso squadre qualificate per la fase finale. Le otto compagine partecipanti alla fase finale come detto sono state divise in due gruppi da quattro squadre ciascuno svolto in unica sede. Le prime classificate, se aventi diritto, sono state promosse in serie A2 per la stagione successiva.

## Prima Fase

### Girone A

#### Squadre partecipanti
| Club               | Città               | Impianto                       |
| ------------------ | ------------------- | ------------------------------ |
| Agrate Brianza     | Agrate Brianza (MB) | Centro Sportivo Santa Caterina |
| Amatori Lodi (B)   | Lodi                | PalaCastellotti                |
| Amatori Vercelli   | Vercelli            | PalaPregnolato                 |
| Azzurra Novara (B) | Novara              | Palasport Dal Lago             |
| HRC Monza (B)      | Monza               | PalaRovagnati di Biassono (MB) |
| Roller Lodi        | Lodi                | PalaCastellotti                |
| Seregno 2012       | Seregno (MB)        | PalaSomaschini                 |
| Vercelli (B)       | Vercelli            | PalaPregnolato                 |

#### Classifica finale
|  | Pos. | Squadra            | Pt | G  | V  | N | P  | GF  | GS  | DR   |
|  | ---- | ------------------ | -- | -- | -- | - | -- | --- | --- | ---- |
|  | 1.   | Seregno 2012       | 33 | 14 | 11 | 0 | 3  | 101 | 31  | +70  |
|  | 2.   | Amatori Vercelli   | 31 | 14 | 10 | 1 | 3  | 124 | 63  | +61  |
|  | 3.   | Amatori Lodi (B)   | 27 | 14 | 8  | 3 | 3  | 78  | 34  | +44  |
|  | 4.   | Agrate Brianza     | 23 | 14 | 7  | 2 | 5  | 80  | 49  | +31  |
|  | 5.   | Roller Lodi        | 22 | 14 | 7  | 1 | 6  | 77  | 63  | +14  |
|  | 6.   | Vercelli (B)       | 11 | 14 | 3  | 2 | 9  | 39  | 89  | -50  |
|  | 7.   | Azzurra Novara (B) | 10 | 14 | 3  | 1 | 10 | 44  | 102 | -58  |
|  | 8.   | HRC Monza (B)      | 6  | 14 | 2  | 0 | 12 | 61  | 173 | -112 |

Legenda:
  Qualificato alla fase finale.
Note:
Tre punti a vittoria, uno per il pareggio, zero a sconfitta.
In caso di arrivo di due o più squadre a pari punti, la graduatoria finale verrà stilata secondo la classifica avulsa tra le squadre interessate che prevede, in ordine, i seguenti criteri:
- Punti negli scontri diretti
- Differenza reti negli scontri diretti
- Differenza reti generale
- Reti realizzate in generale
- Sorteggio

### Girone B

#### Squadre partecipanti
| Club                     | Città          | Impianto                               |
| ------------------------ | -------------- | -------------------------------------- |
| Amatori Modena (B)       | Modena         | Palaroller di Castelnuovo Rangone (MO) |
| Amatori Pesaro           | Pesaro         | PalaBorgo                              |
| Correggio (C)            | Correggio (RE) | Palasport Dorando Pietri               |
| Pico Mirandola           | Mirandola (MO) | Palazzetto dello sport                 |
| Roller Scandiano (B)     | Scandiano (RE) | PalaRegnani                            |
| Rotellistica Scandianese | Scandiano (RE) | PalaRegnani                            |

#### Classifica finale
|  | Pos. | Squadra                  | Pt | G  | V | N | P  | GF | GS | DR  |
|  | ---- | ------------------------ | -- | -- | - | - | -- | -- | -- | --- |
|  | 1.   | Amatori Modena (B)       | 25 | 10 | 8 | 1 | 1  | 54 | 38 | +16 |
|  | 2.   | Roller Scandiano (B)     | 21 | 10 | 7 | 0 | 3  | 57 | 25 | +32 |
|  | 3.   | Amatori Pesaro           | 19 | 10 | 6 | 1 | 3  | 54 | 39 | +15 |
|  | 4.   | Pico Mirandola           | 15 | 10 | 4 | 3 | 3  | 54 | 46 | +8  |
|  | 5.   | Correggio (C)            | 7  | 10 | 2 | 1 | 7  | 47 | 63 | -16 |
|  | 6.   | Rotellistica Scandianese | 0  | 10 | 0 | 0 | 10 | 31 | 86 | -55 |

Legenda:
  Qualificato alla fase finale.
Note:
Tre punti a vittoria, uno per il pareggio, zero a sconfitta.
In caso di arrivo di due o più squadre a pari punti, la graduatoria finale verrà stilata secondo la classifica avulsa tra le squadre interessate che prevede, in ordine, i seguenti criteri:
- Punti negli scontri diretti
- Differenza reti negli scontri diretti
- Differenza reti generale
- Reti realizzate in generale
- Sorteggio

### Girone C

#### Squadre partecipanti
| Club              | Città                      | Impianto               |
| ----------------- | -------------------------- | ---------------------- |
| Montebello (C)    | Montebello (VI)            | Palazzetto dello sport |
| Montecchio P. (B) | Montecchio Precalcino (VI) | PalaVaccari            |
| Roller Recoaro    | Recoaro Terme (VI)         | PalaSanGiorgio         |
| Trissino (B)      | Trissino (VI)              | PalaDante              |
| Trissino 05 (B)   | Trissino (VI)              | PalaCeccato            |
| Valdagno (B)      | Valdagno (VI)              | PalaLido               |

#### Classifica finale
|  | Pos. | Squadra           | Pt | G  | V | N | P | GF | GS | DR  |
|  | ---- | ----------------- | -- | -- | - | - | - | -- | -- | --- |
|  | 1.   | Montecchio P. (B) | 23 | 10 | 7 | 2 | 1 | 56 | 30 | +26 |
|  | 2.   | Roller Recoaro    | 15 | 9  | 5 | 0 | 4 | 45 | 46 | -1  |
|  | 3.   | Valdagno (B)      | 12 | 10 | 2 | 6 | 2 | 34 | 35 | -1  |
|  | 4.   | Trissino 05 (B)   | 11 | 10 | 3 | 2 | 5 | 44 | 45 | -1  |
|  | 5.   | Montebello (C)    | 11 | 9  | 3 | 2 | 4 | 43 | 48 | -5  |
|  | 6.   | Trissino (B)      | 8  | 10 | 2 | 2 | 6 | 42 | 60 | -18 |

Legenda:
  Qualificato alla fase finale.
Note:
Tre punti a vittoria, uno per il pareggio, zero a sconfitta.
In caso di arrivo di due o più squadre a pari punti, la graduatoria finale verrà stilata secondo la classifica avulsa tra le squadre interessate che prevede, in ordine, i seguenti criteri:
- Punti negli scontri diretti
- Differenza reti negli scontri diretti
- Differenza reti generale
- Reti realizzate in generale
- Sorteggio

### Girone D

#### Squadre partecipanti
| Club               | Città                   | Impianto              |
| ------------------ | ----------------------- | --------------------- |
| Bassano (C-A)      | Bassano del Grappa (VI) | PalaSind              |
| Bassano (C-B)      | Bassano del Grappa (VI) | PalaSind              |
| Breganze (B)       | Breganze (VI)           | PalaFerrarin          |
| Pordenone          | Pordenone               | PalaMarrone           |
| Roller Bassano (B) | Bassano del Grappa (VI) | PalaDue               |
| Sandrigo (B)       | Sandrigo (VI)           | Palasport di Sandrigo |
| Thiene (B)         | Thiene (VI)             | PalaCeccato           |

#### Classifica finale
|  | Pos. | Squadra            | Pt | G  | V | N | P | GF | GS | DR  |
|  | ---- | ------------------ | -- | -- | - | - | - | -- | -- | --- |
|  | 1.   | Roller Bassano (B) | 27 | 12 | 8 | 3 | 1 | 65 | 47 | +18 |
|  | 2.   | Breganze (B)       | 25 | 12 | 8 | 1 | 3 | 76 | 50 | +26 |
|  | 3.   | Pordenone          | 18 | 12 | 5 | 3 | 4 | 49 | 44 | +5  |
|  | 4.   | Sandrigo (B)       | 18 | 12 | 5 | 3 | 4 | 52 | 44 | +8  |
|  | 5.   | Thiene (B)         | 15 | 12 | 4 | 3 | 5 | 41 | 46 | -5  |
|  | 6.   | Bassano (C-A)      | 10 | 12 | 3 | 1 | 8 | 40 | 56 | -16 |
|  | 7.   | Bassano (C-B)      | 5  | 12 | 1 | 2 | 9 | 27 | 63 | -36 |

Legenda:
  Qualificato alla fase finale.
Note:
Tre punti a vittoria, uno per il pareggio, zero a sconfitta.
In caso di arrivo di due o più squadre a pari punti, la graduatoria finale verrà stilata secondo la classifica avulsa tra le squadre interessate che prevede, in ordine, i seguenti criteri:
- Punti negli scontri diretti
- Differenza reti negli scontri diretti
- Differenza reti generale
- Reti realizzate in generale
- Sorteggio
- Il Pordenone prevale sul Sandrigo B per miglior punteggio negli scontri diretti.

### Girone E

#### Squadre partecipanti
| Club                      | Città                          | Impianto             |
| ------------------------- | ------------------------------ | -------------------- |
| Castiglione (B)           | Castiglione della Pescaia (GR) | Pala Casa Mora       |
| CGC Viareggio (B)         | Viareggio (LU)                 | PalaBarsacchi        |
| Follonica (B)             | Follonica (GR)                 | Pista Armeni         |
| Forte dei Marmi (C)       | Forte dei Marmi (LU)           | PalaForte            |
| Prato 1954 (B)            | Prato                          | PalaRogai            |
| Pumas Viareggio           | Viareggio (LU)                 | PalaBarsacchi        |
| Rotellistica Camaiore (B) | Camaiore (LU)                  | Pardini Sport Center |
| SPV Viareggio             | Viareggio (LU)                 | PalaBarsacchi        |

#### Classifica finale
|  | Pos. | Squadra                   | Pt | G  | V  | N | P  | GF | GS  | DR  |
|  | ---- | ------------------------- | -- | -- | -- | - | -- | -- | --- | --- |
|  | 1.   | Follonica (B)             | 33 | 14 | 10 | 3 | 1  | 57 | 30  | +27 |
|  | 2.   | Forte dei Marmi (C)       | 25 | 14 | 7  | 4 | 3  | 81 | 48  | +33 |
|  | 3.   | Pumas Viareggio           | 25 | 14 | 8  | 1 | 5  | 75 | 55  | +20 |
|  | 4.   | Castiglione (B)           | 22 | 14 | 7  | 1 | 6  | 74 | 60  | +14 |
|  | 5.   | Prato 1954 (B)            | 20 | 14 | 6  | 2 | 6  | 66 | 65  | +1  |
|  | 6.   | Rotellistica Camaiore (B) | 17 | 14 | 4  | 5 | 5  | 59 | 67  | -8  |
|  | 7.   | SPV Viareggio             | 16 | 14 | 4  | 4 | 6  | 59 | 57  | +2  |
|  | 8.   | CGC Viareggio (B)         | 0  | 14 | 0  | 0 | 14 | 36 | 125 | -89 |

Legenda:
  Qualificato alla fase finale.
Note:
Tre punti a vittoria, uno per il pareggio, zero a sconfitta.
In caso di arrivo di due o più squadre a pari punti, la graduatoria finale verrà stilata secondo la classifica avulsa tra le squadre interessate che prevede, in ordine, i seguenti criteri:
- Punti negli scontri diretti
- Differenza reti negli scontri diretti
- Differenza reti generale
- Reti realizzate in generale
- Sorteggio
- Il Forte dei Marmi C prevale sul Pumas Viareggio per miglior punteggio negli scontri diretti.

### Girone F

#### Squadre partecipanti
| Club                    | Città           | Impianto      |
| ----------------------- | --------------- | ------------- |
| AFP Giovinazzo Pol. (B) | Giovinazzo (BA) | PalaPansini   |
| Matera (B)              | Matera          | PalaTenda     |
| Roller Salerno          | Salerno         | PalaTulimieri |
| Roller Matera (B)       | Matera          | PalaSassi     |

#### Classifica finale
|  | Pos. | Squadra                 | Pt | G | V | N | P | GF | GS | DR  |
|  | ---- | ----------------------- | -- | - | - | - | - | -- | -- | --- |
|  | 1.   | Matera (B)              | 13 | 6 | 4 | 1 | 1 | 45 | 23 | +22 |
|  | 2.   | Roller Salerno          | 8  | 6 | 2 | 2 | 2 | 27 | 29 | -2  |
|  | 3.   | Roller Matera (B)       | 8  | 6 | 2 | 2 | 2 | 35 | 33 | +2  |
|  | 4.   | AFP Giovinazzo Pol. (B) | 4  | 6 | 1 | 1 | 4 | 25 | 47 | -22 |

Legenda:
  Qualificato alla fase finale.
Note:
Tre punti a vittoria, uno per il pareggio, zero a sconfitta.
In caso di arrivo di due o più squadre a pari punti, la graduatoria finale verrà stilata secondo la classifica avulsa tra le squadre interessate che prevede, in ordine, i seguenti criteri:
- Punti negli scontri diretti
- Differenza reti negli scontri diretti
- Differenza reti generale
- Reti realizzate in generale
- Sorteggio
- Il Roller Salerno prevale sul Roller Matera B per miglior punteggio negli scontri diretti.

## Fase finale

### Girone Nord
Il girone nord della fase finale del campionato di serie B 2021-2022 è stato disputato presso il PalaVaccari di Montecchio Precalcino dal 14 al 15 maggio 2022.
| Squadra            | Pt | G | V | N | P | GF | GS | DG  |
| ------------------ | -- | - | - | - | - | -- | -- | --- |
| Roller Bassano (B) | 7  | 3 | 2 | 1 | 0 | 20 | 13 | +7  |
| Montecchio P. (B)  | 5  | 3 | 1 | 2 | 0 | 11 | 7  | +4  |
| Seregno 2012       | 4  | 3 | 1 | 1 | 1 | 14 | 15 | -1  |
| Amatori Modena (B) | 0  | 3 | 0 | 0 | 3 | 10 | 20 | -10 |

| Montecchio Precalcino 14 maggio 2022, ore 15:00 CEST 1ª giornata | Montecchio P. | 3 – 3 | Roller Bassano | PalaVaccari |

| Montecchio Precalcino 14 maggio 2022, ore 18:00 CEST 1ª giornata | Seregno 2012 | 7 – 3 | Amatori Modena | PalaVaccari |

| Montecchio Precalcino 15 maggio 2022, ore 9:00 CEST 2ª giornata | Roller Bassano | 7 – 5 | Amatori Modena | PalaVaccari |

| Montecchio Precalcino 15 maggio 2022, ore 12:00 CEST 2ª giornata | Seregno 2012 | 2 – 2 | Montecchio P. | PalaVaccari |

| Montecchio Precalcino 15 maggio 2022, ore 15:00 CEST 3ª giornata | Amatori Modena | 2 – 6 | Montecchio P. | PalaVaccari |

| Montecchio Precalcino 15 maggio 2022, ore 18:00 CEST 3ª giornata | Seregno 2012 | 5 – 10 | Roller Bassano | PalaVaccari |

### Girone Centro Sud
Il girone centro sud della fase finale del campionato di serie B 2021-2022 è stato disputato presso la Pista Armeni di Follonica dal 14 al 15 maggio 2022.
| Squadra             | Pt | G | V | N | P | GF | GS | DG |
| ------------------- | -- | - | - | - | - | -- | -- | -- |
| Follonica (B)       | 5  | 3 | 1 | 2 | 0 | 11 | 8  | +3 |
| Forte dei Marmi (C) | 4  | 3 | 1 | 1 | 1 | 14 | 9  | +5 |
| Pumas Viareggio     | 4  | 3 | 1 | 1 | 1 | 9  | 14 | -5 |
| Castiglione (B)     | 3  | 3 | 1 | 0 | 2 | 8  | 11 | -3 |

| Follonica 14 maggio 2022, ore 15:00 CEST 1ª giornata | Castiglione | 5 – 3 | Forte dei Marmi | Pista Armeni |

| Follonica 14 maggio 2022, ore 18:00 CEST 1ª giornata | Follonica | 4 – 4 | Pumas Viareggio | Pista Armeni |

| Follonica 15 maggio 2022, ore 10:00 CEST 2ª giornata | Follonica | 5 – 2 | Castiglione | Pista Armeni |

| Follonica 15 maggio 2022, ore 13:00 CEST 2ª giornata | Pumas Viareggio | 2 – 9 | Forte dei Marmi | Pista Armeni |

| Follonica 15 maggio 2022, ore 15:00 CEST 3ª giornata | Forte dei Marmi | 2 – 2 | Follonica | Pista Armeni |

| Follonica 15 maggio 2022, ore 18:00 CEST 3ª giornata | Castiglione | 1 – 3 | Pumas Viareggio | Pista Armeni |

## Coppa Italia di Serie B

### Tabellone fase finale
|  | Quarti di finale   | Quarti di finale   | Quarti di finale | Quarti di finale | Quarti di finale |  |  | Semifinali         | Semifinali         | Semifinali    | Semifinali    | Semifinali |  |  | Finale             | Finale             | Finale |  |
|  |                    |                    |                  |                  |                  |  |  |                    |                    |               |               |            |  |  |                    |                    |        |  |
|  | Amatori Vercelli   | Amatori Vercelli   | 1                | 6                | 7                |  |  |                    |                    |               |               |            |  |  |                    |                    |        |  |
|  | Seregno 2012       | Seregno 2012       | 6                | 7                | 13               |  |  | Seregno 2012       | Seregno 2012       | 4             | 5             | 9          |  |  |                    |                    |        |  |
|  | Amatori Modena (B) | Amatori Modena (B) | 3                | 3                | 6                |  |  | Amatori Modena (B) | Amatori Modena (B) | 4             | 6             | 10         |  |  |                    |                    |        |  |
|  | Valdagno (B)       | Valdagno (B)       | 0                | 3                | 3                |  |  |                    |                    |               |               |            |  |  | Amatori Modena (B) | Amatori Modena (B) | 4      |  |
|  | Thiene (B)         | Thiene (B)         | 2                | 8                | 10               |  |  |                    |                    | Follonica (B) | Follonica (B) | 3          |  |  |                    |                    |        |  |
|  | Roller Bassano (B) | Roller Bassano (B) | 1                | 5                | 6                |  |  | Thiene (B)         | Thiene (B)         | 1             | 3             | 4          |  |  |                    |                    |        |  |
|  | Pumas Viareggio    | Pumas Viareggio    | 3                | 1                | 4                |  |  | Follonica (B)      | Follonica (B)      | 5             | 2             | 7          |  |  |                    |                    |        |  |
|  | Follonica (B)      | Follonica (B)      | 14               | 5                | 19               |  |  |                    |                    |               |               |            |  |  |                    |                    |        |  |